# The Killing (seizoen 1)
Dit artikel vat het eerste seizoen van The Killing samen. In de Verenigde Staten liep dit seizoen van 3 april 2011 tot 19 juni 2011 en bevatte dertien afleveringen. 

## Rolverdeling

### Hoofdrollen
- Mireille Enos - rechercheur Sarah Linden
- Joel Kinnaman - rechercheur Stephen Holder
- Billy Campbell - Darren Richmond
- Michelle Forbes - Mitch Larsen
- Brent Sexton - Stan Larsen
- Kristin Lehman - Gwen Eaton
- Eric Ladin - Jamie Wright
- Jamie Anne Allman - Terry Marek

### Terugkerende rollen
- Liam James - Jack Linden
- Evan Bird - Tom Larsen
- Seth Isaac Johnson - Denny Larsen
- Katie Findlay - Rosie Larsen
- Tom Butler - burgemeester Lesley Adams
- Annie Corley - Regi Darnell
- Brendan Sexton III -  Belko Royce
- Garry Chalk - hoofdinspecteur Michael Oakes
- Brandon Jay McLaren - Bennet Ahmed
- Ashley Johnson - Amber Ahmed
- Colin Lawrence - Benjamin Abani
- Claudia Ferri - Nicole Jackson
- Kerry Sandomirsky - schoolhoofd Meyers
- Callum Keith Rennie - Rick Felder

## Afleveringen
| Nr. | Aflevering | Titel                              | Regisseur             | Schrijver(s)                 | Selectie gastrollen | Uitzenddatum   |  |
| --- | ---------- | ---------------------------------- | --------------------- | ---------------------------- | --- | -------------- |  |
| 1 | 1          | Pilot                              | Patty Jenkins         | Veena Sud                    | Kacey Rohl - Sterling Fitch Richard Harmon - Jasper Ames Gharrett Patrick Paon - Kris Echols Tracy Waterhouse - Meg                                                                                        | 3 april 2011   |  |
| Rechercheur Sarah Linden is bezig met haar laatste dag bij de politie van Seattle, zij heeft voor de liefde overplaatsing aangevraagd. Zij wordt samen met haar opvolger rechercheur Stephen Holder naar een bosrijke omgeving gestuurd waar een bebloede trui is gevonden. Zij vinden daar echter geen lichaam, maar vinden wel een pinpas met de naam Stan Larsen erop. De rechercheurs zoeken Stan bij zijn woning op, en ontdekken dat zijn 17-jarige dochter Rosie het afgelopen weekend niet doorgebracht heeft als zij eerst aan haar ouders had verteld. Verder onderzoek wijst uit dat zij sinds vrijdagavond niet meer gezien is, en haar ouders vrezen nu het ergste. Terwijl de ouders Stan en Mitch hun eigen onderzoek starten naar waar hun dochter is, concentreert de politie hun zoektocht in het bos waar zij op de bodem van het bijgelegen meer een auto ontdekken. Na het optakelen van de auto ontdekken de rechercheurs een lichaam van een jonge vrouw in de kofferbak. De auto blijkt op naam te staan van een campagneteam van de lokale raadslid Darren Richmond, die in de race is voor het burgemeesterspost. Het wordt al snel duidelijk dat Sarah langer in Seattle zal moeten blijven als zij eerst had gehoopt. |            |                                    |                       |                              | |                |  |
| 2 | 2          | The Cage                           | Ed Bianchi            | Veena Sud                    | Lee Garlington - Ruth Yitanes Kacey Rohl - Sterling Fitch Richard Harmon - Jasper Ames Barclay Hope - Michael Ames Lindsay Collins - mrs. Parsons                                                          | 3 april 2011   |  |
| Nu het gevonden lichaam geïdentificeerd is als Rosie Larsen moeten Sarah en Stephen zien te ontdekken hoe en waar Rosie het weekend heeft doorgebracht. Zij ontdekken dat Rosie vrijdagavond aanwezig was op een Halloween feest, en dat zij hier laat op de avond is weggegaan. Tijdens de ondervraging van de vrienden van Rosie blijft het onduidelijk waar Rosie de rest van het weekend is geweest. De rechercheurs gaan dan op bezoek bij raadslid Darren Richmond, hij vertelt hen dat hij geen idee heeft waarom Rosie werd gevonden in een auto die op naam van zijn campagneteam staat. Darren weigert de politicus uit te hangen in deze zaak, dit tegen de wens van zijn campagneteam, en zegt de politie alle hulp toe. Sarah ondervraagt ondertussen Jasper Ames, een ex-vriend van Rosie, en wordt dan bruut gestoord door zijn vader die de ondervraging beëindigt. Op de school van Rosie ontdekt Stephen een ruimte in de kelder waar de leerlingen zonder toezicht bij elkaar komen. Daar ontdekt hij bloedsporen van een mogelijk misdrijf, en vermoedt dat Rosie hier vermoord is. Ondertussen vertellen Stan en Mitch Larsen aan hun twee zonen dat hun zus dood is.                                                        |            |                                    |                       |                              | |                |  |
| 3 | 3          | El Diablo                          | Gwyneth Horder-Payton | Dawn Prestwich Nicole Yorkin | Lee Garlington - Ruth Yitanes Kacey Rohl - Sterling Fitch Gharrett Patrick Paon - Kris Echols Richard Harmon - Jasper Ames                                                                                 | 10 april 2011  |  |
| Forensische medewerkers onderzoeken de schoolkelder op bewijzen of Rosie hier vermoord is. Het campagneteam van Darren Richmond raakt in de problemen als het nieuws van de moord op Rosie, en dat zij gevonden is in een auto van het campagneteam, in de media bekend wordt. Darren eist nu antwoorden over wie er gelekt heeft naar de media, en moet nu alle zeilen bijzetten om zijn campagne te redden. Sarah en Stephen willen nu de schoolconciërge ondervragen, maar als zij hem opzoeken springt hij uit wanhoop uit een raam om hen zo te ontwijken. In het ziekenhuis ondervragen zij hem en ontdekken dat hij een alibi heeft voor de moord op Rosie, maar geeft hen wel een nieuw spoor in het onderzoek. Het betreft een leerling genaamd Kris Echols. Ondertussen kan Mitch Larsen het niet accepteren dat haar dochter Rosie dood is. |            |                                    |                       |                              | |                |  |
| 4 | 4          | A Soundless Echo                   | Jennifer Getzinger    | Soo Hugh                     | Alan Dale - senator Eaton Kacey Rohl - Sterling Fitch Patrick Gilmore - Tom Drexler Don Thompson - Janek Kovarsky Peter Kelamis - Michael Gharrett Patrick Paon - Kris Echols Richard Harmon - Jasper Ames | 17 april 2011  |  |
| Wanneer Sarah en Stephen een videofilm ontdekken op de telefoon van Rosie denken zij de moordenaars gevonden te hebben. Maar verder onderzoek wijst uit dat dit niet het geval blijkt te zijn, en blijken weer vanaf het begin te moeten beginnen. Sarah ondervraagt opnieuw Sterling Fitch, de beste vriendin van Rosie, en hoort dan dat Rosie regelmatig de bus nam naar een andere wijk in Seattle. Darren Richmond en zijn campagneteam zien met lede ogen aan dat hun campagne snel bergafwaarts gaat, en zijn medewerkers stellen voor om de campagne op te voeren. Het enige probleem is dat hiervoor het geld op begint te raken, en dat zij nieuwe geldbronnen moeten aanboren. De ouders van Rosie bereiden zich voor op de begrafenis van Rosie door een kist uit te zoeken en het bezoeken van een kerk voor de mis. Sarah besluit om nogmaals de slaapkamer van Rosie te onderzoeken, en vindt daar handgeschreven brieven van een interessante afzender. |            |                                    |                       |                              | |                |  |
| 5 | 5          | Super 8                            | Phil Abraham          | Jeremy Doner                 | Lee Garlington - Ruth Yitanes Brian Markinson - Gil Sloane Peter Benson - Nathan Patrick Peter Hanlon - directeur begrafenisverzorging                                                                     | 254 april 2011 |  |
| Door het vinden van de handgeschreven brieven in de slaapkamer van Rosie, willen Sarah en Stephen leraar Bennett Ahmed ondervragen. Hij ontkent met kracht dat hij een rol heeft gespeeld in de moord op Rosie, en overhandigt hen nieuwe informatie met een 8mm-film die zij heeft gemaakt. Sarah en Stephen ontdekken dan interessant nieuws over de vrouw van Ahmed, Amber. In de campagne van Darren blijkt het nog steeds niet vlot te lopen, maar Darren wil toch volhouden in zijn strijd voor de burgemeesterspost. Op aandringen wil hij contact opzoeken met Mitch Larsen voor hulp voor zijn campagne, maar ziet daar later toch vanaf. Hij is ook nog bezig met de zoektocht naar de mol in zijn team. Stan en Mitch Larsen ontdekken dat hun vrienden en klanten hen ontwijken. Een gefrustreerde Stan besluit dan een eigen onderzoek te starten naar informatie over wat er gebeurt op de school van Rosie. |            |                                    |                       |                              | |                |  |
| 6 | 6          | What You Have Left                 | Agnieszka Holland     | Nic Pizzolatto               | Alan Dale - senator Eaton Brian Markinson - Gil Sloane Barclay Hope - Michael Ames Tim Henry - Tad Marek Tasha Simms - Helen Marek                                                                         | 1 mei 2011     |  |
| Wanneer er ammonia wordt gevonden in het appartement van Bennet, wat ook op Rosie werd gevonden, weet Sarah het zeker dat Rosie op vrijdagavond in zijn appartement is geweest. Het ondervragen van de buren van Bennet geeft hen een ooggetuige die verklaart dat Rosie op vrijdagavond het appartement is binnengegaan. Darren krijgt meer problemen met zijn campagne als hij ontdekt dat Bennet een actief lid is in zijn wijkprojecten, en dat hij deelneemt in reclamefilmpjes voor zijn campagne. Een debat op televisie met de zittende burgemeester, en tegenstander, gaat niet zoals Darren gehoopt had. Ondertussen is het de dag van de begrafenis van Rosie. Stan hoort dan dat Bennet een verdachte is in de moord op Rosie, en neemt hem mee voor een ritje naar een afgelegen plek voor een stevig gesprek. |            |                                    |                       |                              | |                |  |
| 7 | 7          | Vengeance                          | Ed Bianchi            | Linda Burstyn                | Tim Henry - Tad Marek Tasha Simms - Helen Marek Merrilyn Gann - Maryanne Thompson Peter Bryant -imam Gelabi Samuel Forstved - Evan                                                                         | 8 mei 2011     |  |
| Na de afscheidsreceptie van Rosie neemt Stan Bennet mee voor een rit naar een afgelegen plek waar hij wraak op hem wil nemen. De relatie tussen Sarah en haar verloofde raakt in een crisis als zij de vlucht naar hem missen. Sarah ondervraagt dan opnieuw Amber, de vrouw van Bennet, en hoort van haar dat zij niet de waarheid heeft gesproken over de nacht dat Rosie verdween. Sarah gaat dan samen met Stephen naar een moskee om zo te ontdekken waar Mohammed, een vriend van Bennet, zich bevindt. Daar krijgen zij een adres in handen waar zij hem kunnen vinden, en dit leidt hen naar een interessante ontmoeting. Darren weigert ondertussen Bennet te ontslaan uit zijn campagne, dit omdat hij geloofd in zijn onschuld, en betaalt hiervoor een hoge prijs in een raadsvergadering. |            |                                    |                       |                              | |                |  |
| 8 | 8          | Stonewalled                        | Dan Attias            | Aaron Zelman                 | Brian Markinson - Gil Sloane Frank Cassini - agent Weld Shaw Madson - agent Corbett Jillian Fargey - Donna Cantwell                                                                                        | 15 mei 2011    |  |
| Sarah en Stephen hebben mogelijk een langdurend terroristenonderzoek door de FBI verstoord, en moeten nu vrezen dat hun onderzoek stilgelegd wordt. De FBI weigert elke samenwerking in de moordzaak, en Sarah besluit dan het recht in eigen hand te nemen. Zij is ervan overtuigd dat een belangrijk bewijsstuk, een trui van Rosie, op een plek ligt die in handen is van de FBI. Zij wordt hiervoor geschorst uit het onderzoek, en Stephen moet nu een manier zien te vinden om toch samen door te kunnen gaan in hun moordonderzoek. Ondertussen bezoekt Darren een hoorzitting in de gevangenis, waar hij de vrouw ontmoet die in het verleden in een dronken toestand zijn vrouw heeft doodgereden. Hij besluit ook om informatie openbaar te maken over mysterieuze activiteiten van de zittende burgemeester. Sarah ontdekt dat haar persoonlijke leven op het dieptepunt bevindt, dit omdat haar verloofde haar telefoontjes niet beantwoordt. Tevens heeft zij haar handen vol aan haar zoon Jack, die haar beschuldigt over het niet tonen van interesse in hem. De relatie tussen Mitch en Stan raakt in een crisis, nadat zij elkaar beschuldigen van de dood van hun dochter Rosie.                                               |            |                                    |                       |                              | |                |  |
| 9 | 9          | Undertow                           | Agnieszka Holland     | Dan Nowak                    | Patrick Gilmore - Tom Drexler Jay Brazeau - rechter Russell Elliot Peter Bryant - imam Gelabi Valerie McNicol - Cindy Adams Jarod Joseph - Muhammed Hamid                                                  | 22 mei 2011    |  |
| Met het in bezit hebben van bewijs voor de arrestatie van Bennet, door een illegale telefoontap, gaat Sarah naar zijn appartement terwijl Stephen zijn bevriende rechter opzoekt voor alsnog het verkrijgen van een arrestatiebevel. Sarah maakt ondertussen de fout om tegen de familie Larsen te zeggen dat zij bijna de moordenaar op Rosie hebben. De arrestatie van Bennet valt in duigen. De volgende dag gaat Mitch naar de school van Rosie en ziet daar tot haar grote verbazing en woede Bennet vrij rond lopen. Mitch licht haar man Stan hierover in en hij besluit het recht in eigen handen te nemen. Sarah en Stephen lokaliseren ondertussen Muhammed, de vriend van Bennet, pakken hem op en realiseren zich snel dat zij een enorme fout hebben gemaakt door te denken dat Bennet achter de moord op Rosie zit. In de campagne van Darren speelt de burgemeester hard spel door publiekelijk te ontkennen dat hij een seksuele relatie heeft met een van zijn medewerksters. |            |                                    |                       |                              | |                |  |
| 10 | 10         | I'll Let You Know When I Get There | Ed Bianchi            | Nicole Yorkin Dawn Prestwich | Patti Allan - Bev Royce Primo Allon - Dwayne Sadowsky Daniel Arnold - ADA Patrick Millikin Scott E. Miller - Felix Drake                                                                                   | 29 mei 2011    |  |
| Met het nieuwe bewijs over de bewegingen van Rosie op de avond dat zij verdween, beseffen Sarah en Stephen dat zij weer helemaal opnieuw moeten beginnen met hun moordonderzoek. Zij geloven dat zij de naam weten van de persoon die zij zou gaan zien de betreffende avond, maar hebben geen idee of Rosie deze persoon werkelijk heeft ontmoet. De sleutelhanger van Rosie geeft hen echter nieuwe bewijzen voor een aanwijzing. Ondertussen ligt Bennet zwaar gewond in het ziekenhuis door toedoen van Stan die hem opzocht voor zijn wraak. Later geeft Stan zichzelf aan bij de politie als hij beseft dat Bennet onschuldig is aan de moord op Rosie. Mitch probeert uit alle macht thuis alle zaken bij elkaar te houden, maar is geschokt als zij van de bank informatie over hun financiën krijgt. Ondertussen in de campagne van Darren besluit hij met vernieuwde kracht de strijd weer op te pakken tegen de burgemeester en besluit tevens de beslissing van de gemeenteraad aan te vechten om te snijden in de sociale wijkprogramma's die hij zelf opgezet heeft. |            |                                    |                       |                              | |                |  |
| 11 | 11         | Missing                            | Nicole Kassell        | Veena Sud                    | Claudia Ferri - Nicole Jackson Patti Kim - Roberta Drays | 5 juni 2011    |  |
| Sarah ontdekt dan de gangen van Rosie op de avond van haar verdwijning, en dit leidt haar naar een casino dat geleid wordt door indianen met hetzelfde logo als op de sleutelhanger van Rosie. Het casino staat op een gebied waar de politie van Seattle geen bevoegdheid heeft, en Sarah merkt al snel dat de leiding van het casino niet graag mee wil werken. Haar enige mogelijkheid om toegang te krijgen in het casino is met een federale dwangbevel, maar dit duurt minimaal een week dus krijgt zij een ander idee wat haar binnen 24 uur een dwangbevel kan opleveren. Ondertussen wordt Sarah afgeleid door een telefoontje van de school waar Jack opzit, en hoort dat Jack al drie dagen niet op school is geweest. Zij reist dan samen met Stephen door Seattle om Jack proberen op te sporen. |            |                                    |                       |                              | |                |  |
| 12 | 12         | Beau Soleil                        | Keith Gordon          | Jeremy Doner Soo Hugh        | Patrick Gilmore - Tom Drexler Alona Tal - Aleena Drizocki Tahmoh Penikett - Greg Linden Don Thompson - Janek Kovarsky Alisen Down - Cami Claudia Ferri - Nicole Jackson                                    | 12 juni 2011   |  |
| Met het bewijs dat Rosie een geldautomaat in het casino heeft gebruikt, ontdekken Sarah en Stephen dat Rosie regelmatig grote geldbedragen op haar rekening had gestort. De computer van Rosie onthult verder dat zij misschien gewerkt heeft als escortmeisje, een ander escortmeisje had al gewaarschuwd voor een klant onder de naam Orpheus met bizarre ideeën met een fascinatie voor verdrinking. Dit trekt de aandacht van Sarah en Stephen omdat Rosie vermoord werd door verdrinking. Ondertussen is Mitch nog steeds woedend op Stan door het spaargeld wat verdwenen is, nu moet iemand anders de borg betalen om Stan vrij te krijgen. |            |                                    |                       |                              | |                |  |
| 13 | 13         | Orpheus Descending                 | Brad Anderson         | Veena Sud Nic Pizzolatto     | Patti Allan - Bev Royce Kevin McNulty - station manager Camille Sullivan - Meg Connell Tim Henry - Tad Marek Tasha Simms - Helen Marek                                                                     | 19 juni 2011   |  |
| Met de identificatie van wie Orpheus in werkelijkheid is, moeten Sarah en Stephen nu bewijs zien te krijgen voor zijn arrestatie. Met het nieuwe onderzoek naar de auto die gebruikt werd in de moord op Rosie ontdekken zij een afwijking in de kilometerstand van de auto, en proberen nu de route te achterhalen hoe de moordenaar heeft gereden. Dit leidt Sarah en Stephen naar een plek vlak bij de plaats waar Rosie is gevonden. Wanneer zij bewijs krijgen dat de moordenaar de volgende dag van de moord in de omgeving was arresteren zij de verdachte, maar al snel blijkt niet alles te zijn hoe zij eerst dachten. Ondertussen neemt Belko, werknemer en vriend van Stan, wraak door de verdachte neer te schieten. |            |                                    |                       |                              | |                |  |